# Мост зад театъра
Мост зад театъра е популярното име на мост в Габрово. Преди е бил известен като „Лъвов мост“.
Построен е над река Синкевица, непосредствено преди вливането ѝ в река Янтра.

## Композиция
Мостът е декориран с 4 масивни колони, на върха на които над масивни капители са поставени 4 фигури на лъвове от бял мрамор. Всеки от тях държи по един щит, на който е изобразен символ на града. Два държат щитове с водни колела на тях (по един за двете реки Янтра и Синкевица) – символ на движещата сила на водата, която габровци успешно впрягат в занаятчийството си. Третият лъв държи книга, символизираща Габрово като просветен център и люлка на светското образование в страната. Последният лъв държи щит с чук на него – символ на ковашките занаятчии, едно от първите поприща на габровските майстори, другаде се споменава, че този чук е символ на наковалнята на Рачо Ковача – основателят на Габрово.